# Lourdeskapelle (Sulzthal)
Die Lourdeskapelle, auch Triekapelle genannt, befindet sich auf dem Trieberg in Sulzthal, einem Markt im unterfränkischen Landkreis Bad Kissingen.
Die Kapelle gehört zu den Baudenkmälern von Sulzthal und ist unter der Nummer D-6-72-155-58 in der Bayerischen Denkmalliste registriert. Sie ist Unserer Lieben Frau von Lourdes (Marienerscheinungen in Lourdes) geweiht.

## Geschichte
Die Lourdeskapelle wurde vom Sulzthaler Kaspar Osmund Schmitt und seiner Frau Margaretha aus Anlass ihrer kinderlosen Ehe gestiftet und am 10. Dezember 1895 eingeweiht. Das Gelände um die Kapelle war zu ihrer Entstehungszeit noch unbewaldet. Auf Kaspar Osmund Schmitts Veranlassung hin wurde auch geweihtes Wasser aus Lourdes in Steinkrügen zur Lourdeskapelle gebracht. Im Inneren beherbergt die Kapelle eine Gedenktafel zu Ehren der Stifter.
Im Jahr 1999 erhielt die Kapelle eine neue Außenfassade sowie eine neue Inneneinrichtung, nachdem die Fenster ausgetauscht und das Dach saniert worden war.